# NGC 25
NGC 25 es una galaxia lenticular localizada en la constelación de Fénix. Fue descubierto el 28 de octubre de 1834 por John Herschel.

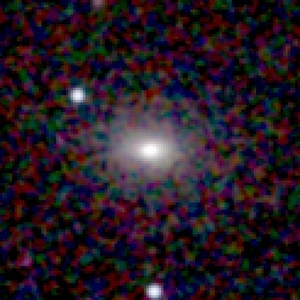
NGC 25 2MASS (infrarrojo cercano)